# Congrès européen de mathématiques
Le Congrès européen de mathématiques est un congrès international de la communauté mathématiques qui a lieu tous les quatre ans. Ses objectifs sont « de présenter divers aspects nouveaux de mathématiques pures et appliquées à un large public, d'être un forum de discussion sur la relation entre les mathématiques et la société en Europe et de renforcer la coopération entre les mathématiciens de tous les pays européens ». Le congrès est organisé par la société mathématique européenne. Les prix de la Société mathématique européenne sont remis aux lauréats lors du congrès. 
Les congrès durent généralement une semaine. Les séances plénières sont accompagnées d'un ensemble de « mini-symposia » consacrés à un sujet particulier. En 2016, à Berlin, il y avait  43 mini-symposia, chacun d'une durée de deux heures et composé de quatre exposés de 25 minutes.

## Liste des congrès
- 1992 - Paris
- 1996 - Budapest
- 2000 - Barcelone
- 2004 - Stockholm
- 2008 - Amsterdam
- 2012 - Cracovie
- 2016 - Berlin
- 2020 - Portorož, Slovénie, reporté à 2021[1], il a eu lieu du 20 au 25 juin 2021[2] en mode hybride. Ce mode a favorisé la participation : il y a eu environ 200 participants sur place, et un total de 1766 participants[3].
- 2024 — Séville[4]